# Rules of Survival
Rules of Survival (RoS) era un videogioco di battaglia online multiplayer sviluppato e pubblicato da NetEase nel 2017 per dispositivi mobili e PC.
Il gioco contava più di 200 milioni di giocatori registrati in tutto il mondo.
Il 27 giugno 2022, ROS ha definitivamente chiuso i battenti, rendendo impossibile ai giocatori accedere ai server del gioco. 

## Modalità di gioco
Rules of Survival segue la forma classica dei giochi di battaglia in cui i giocatori combattono per essere le ultime persone (o squadra) viva.
I giocatori possono decidere di giocare in diverse modalità: Solo, Duo, Squad (squadra composta da 4 giocatori), Fireteam (squadra composta da 5 giocatori). Nel gioco è possibile decidere di giocare in due differenti luoghi, rappresentati da due diverse isole. La prima è Ghillie Island (con un massimo 120 giocatori, 4.8km x 4.8km) e la seconda Fearless Fiord (300 giocatori, 8km x 8km).
Oltre alle modalità per numero di giocatori, ne sono state aggiunte di nuove.
Il gioco inizia con i giocatori che si paracadutano da un aereo sull'isola scelta. Una volta atterrato, il giocatore comincia la ricerca dei vari oggetti sparsi per la mappa suddivisi nelle seguenti categorie: armi, armature, kit medici e veicoli.
Il giocatore, una volta avvistato e ucciso il nemico, può dirigersi nel punto in cui l’ha ucciso e decidere di saccheggiare il suo equipaggiamento. Con il progredire del tempo di gioco, la zona “sicura” (safe zone) del gioco si ridurrà gradualmente di dimensioni a causa di un gas con il quale il giocatore, se a contatto, riceverà dei danni alla propria salute fino a morire. Tale restringimento aumenta la probabilità che i giocatori si incontrino nella mappa.
Durante la partita un aereo, in maniera del tutto casuale, fa paracadutare delle casse (Air Drops), contenenti oggetti normalmente rari da trovare quali armi particolari (ad esempio lanciagranate), armature, scudi e mirini.